# 1991 في ألمانيا
فيما يلي قوائم الأحداث التي وقعت خلال عام 1991 في ألمانيا.

## سياسة

### تعيين في المنصب
- 1 يناير – إرفين تويفيل رئيس وزراء ولاية بادن-فورتمبيرغ.
- 18 يناير – أنغيلا ميركل وزير اتحادي  [لغات أخرى]‏.
- 18 يناير – يورغين موليمان وزير اتحادي  [لغات أخرى]‏.

### انتهاء فترة المنصب
- 1 يناير – لوتار شبيت رئيس وزراء ولاية بادن-فورتمبيرغ.
- 1 يناير – يورغين موليمان وزير اتحادي  [لغات أخرى]‏.
- 26 نوفمبر – فولفغانغ شويبله وزير الداخلية الاتحادي.

## رياضة
- 1 يناير – بطولة العالم لسباق الدراجات على الطريق 1991
- 1 يناير – بطولة العالم للدراجات على المضمار 1991
- 28 يوليو – جائزة ألمانيا الكبرى 1991 الفائز نايجل مانسيل.

## مواليد

### يناير
- 7 يناير – داني بلوم لاعب كرة قدم ألماني.
- 7 يناير – ميكل شوارزمان دراج هوائي ألماني.
- 9 يناير – سيب ويغان سائق رالي ألماني.
- 12 يناير – روبن لاسر متسابق دراجات نارية ألماني.
- 17 يناير – سيباستيان بوغنر لاعب شطرنج ألماني.
- 29 يناير – ريتشارد بيكر لاعب كرة مضرب ألماني.

### فبراير
- 8 فبراير – روبرتو سوريانو لاعب كرة قدم إيطالي.
- 9 فبراير – آلموث شولت لاعبة كرة قدم.
- 12 فبراير – أنتوني كانتي لاعب كرة سلة ألماني.
- 12 فبراير – باتريك هيرمان لاعب كرة قدم ألماني.
- 19 فبراير – كريستوف كرامر لاعب كرة قدم ألماني.

### مارس
- 1 مارس – فلوريان هوبنر لاعب كرة قدم ألماني.
- 3 مارس – أندرياس فولف لاعب كرة يد ألماني.
- 12 مارس – فيليكس كروس لاعب كرة قدم ألماني.
- 24 مارس – طارق تشامدال لاعب كرة قدم تركي.
- 27 سبتمبر – مارسيل هالستنبيرغ لاعب كرة قدم ألماني.
- 30 مارس – كيم جراجديك لاعبة كرة مضرب ألمانية.

### أبريل
- 3 أبريل – لينارت هارتمان لاعب كرة قدم ألماني.
- 6 أبريل – أليكساندرا بوب لاعبة كرة قدم ألمانية.
- 6 أبريل – كيم نايدزينافيسيوس لاعبة كرة يد ألمانية.
- 15 أبريل – ماركو تيرازينو لاعب كرة قدم ألماني.

### مايو
- 17 مايو – شروين رجبعلي فردي لاعب كرة قدم ألماني.
- 21 مايو – كونستانتين كلاين لاعب كرة سلة ألماني.
- 23 مايو – لينا ماير-لاندروت
- 26 مايو – توبياس سيجرت متسابق دراجات نارية ألماني.

### يونيو
- 4 يونيو – لام زهي جين لاعب كرة قدم ألماني.
- 5 يونيو – أثاناسيوس بيتسوس لاعب كرة قدم يوناني.
- 7 يونيو – جنك توسون لاعب كرة قدم تركي.
- 9 يونيو – نيلز جيفي لاعب كرة سلة ألماني.
- 15 يونيو – باسكال غروس لاعب كرة قدم ألماني.
- 25 يونيو – آنا زيا لاعبة كرة مضرب ألمانية.

### يوليو
- 2 يوليو – هندريك بيكلر لاعب كرة يد ألماني.

### أغسطس
- 8 أغسطس – جويل ماتيب لاعب كرة قدم كاميروني.
- 14 أغسطس – أليساندرو ريدل لاعب كرة قدم ألماني.
- 19 أغسطس – ماتياس جابو مسايف ألماني.
- 24 أغسطس – ستيفان بيل لاعب كرة قدم ألماني.
- 28 أغسطس – فيليشيو براون فوربس لاعب كرة قدم ألماني.
- 31 أغسطس – سيدريك سواريس لاعب كرة قدم برتغالي.

### سبتمبر
- 7 سبتمبر – ناميكا مغنية البوب الألمانية.
- 10 سبتمبر – نيكولا سانسوني لاعب كرة قدم إيطالي.
- 23 سبتمبر – كيفين فوغت لاعب كرة قدم ألماني.
- 27 سبتمبر – مارسيل هالستنبيرغ لاعب كرة قدم ألماني.
- 30 سبتمبر – توماس رولر
- 30 سبتمبر – ماركوس ألفاريز لاعب كرة قدم ألماني.

### أكتوبر
- 24 أكتوبر – دانيلو بارثيل لاعب كرة سلة ألماني.

### نوفمبر
- 7 نوفمبر – سيباستيان كريوزيجير متسابق دراجات نارية ألماني.
- 15 نوفمبر – كريستيان ديسينجير لاعب كرة يد ألماني.
- 18 نوفمبر – نيكياس أرندت دراج ألماني.
- 28 نوفمبر – مقتل توتشه البيرق

### ديسمبر
- 15 ديسمبر – بييري ميشيل لاسوغا لاعب كرة قدم ألماني.

## وفيات

### يناير
- 1 يناير – روت روزنفيلت (مواليد 1920) كاتبة ومؤلفة أمريكية.

### فبراير
- 12 فبراير – ويلهلم برينكمان (مواليد 1910) لاعب كرة يد ألماني.
- 14 فبراير – فيليكس غيلبرت (مواليد 1905) مؤرخ أمريكي.

### مايو
- 23 مايو – ويلهلم كيمبف (مواليد 1895) موسيقار ألماني.
- 31 مايو – هانز تشفارتز (مواليد 1913) لاعب كرة قدم ألماني.

### يونيو
- 20 يونيو – مايكل ويستفال (مواليد 1965)
- 28 يونيو – هانز نوسلين (مواليد 1910) لاعب كرة مضرب ألماني.

### سبتمبر
- 1 سبتمبر – أوتل آيشر (مواليد 1922)
- 25 سبتمبر – كلاوس باربي (مواليد 1913)

### أكتوبر
- 20 أكتوبر – غوتفريد فولك (مواليد 1922) فيزيائي ألماني.
- 25 أكتوبر – بيل غراهام (مواليد 1931)

### ديسمبر
- 2 ديسمبر – إرنست آخينباخ (مواليد 1909)
- 17 ديسمبر – جان هندريكس (مواليد 1928)